# Loremo
Loremo AG (Low Resistance Mobile) est un constructeur automobile allemand, fondé en 2000, qui développe des véhicules à faible consommation d'énergie et à faible impact écologique. Le premier modèle est présenté en 2001 au salon automobile de Francfort. N'ayant présenté que des prototypes, son avenir reste incertain depuis 2010.

## Histoire
La volonté de créer un « véhicule à faible résistance » émerge en 1993, dans l'esprit du jeune Uli (Ulrich) Sommer. Le concept est un véhicule à développer autour de l'idée maîtresse d'efficacité optimale. Que ce soit dans la fabrication, l'assemblage, le fonctionnement et même le domaine des frottements dans l'air et au roulement, absolument tout doit se soumettre à l'économie optimale d'énergie et de matériaux. En effet, l'automobile doit pouvoir être vendue à tarif bas dans les pays émergents et offrir une utilisation économique tout en minimisant son impact écologique.
En 1995, Uli Sommer est engagé chez Ruetz Technologie jusqu'en 1999. Avec Stefan Ruetz et des logiciels de conception assistée par ordinateur (CAD), il dessine un prototype et effectue une étude de faisabilité. Les deux inventeurs rencontrent entretemps Gerhard Heilmaier, avec qui ils décident de fonder en 2000 l'entreprise destinée à la mise en œuvre concrète du concept Low Resistance Mobile. Prenant les deux premières lettres de chacun des trois mots, ils l'appelleront Loremo Automotive GmbH.
Il en émerge en 2001 le premier prototype conceptuel, présenté au salon automobile de Francfort. Le véhicule très léger, modulaire et aérodynamiquement soigné est doté d'un moteur bicylindre turbo diesel de 20 ch, visant une consommation moyenne de seulement 1,5 L/100 km. En 2002 le modèle concret et un peu plus fonctionnel apparaît en fibre de verre, avec une ergonomie améliorée. Le design évolue en 2003 avec les premiers crash-tests simulés sur ordinateur, et les essais en soufflerie d'une maquette à l'échelle 1:4. La société, qui attire désormais de nombreux partenaires, change de statut juridique et fiscal pour permettre d'attirer du capital par l'émission de titres, et séduire d'éventuels investisseurs. En 2004 elle sera désormais Loremo AG. Sous la supervision de Lutz Spandau, directeur du conseil d'administration, Loremo bénéficie d'une recapitalisation en 2005. Les capitaux permettent de poursuivre le développement concret, de sorte qu'un prototype très abouti pourra être présenté au salon de Genève 2006. C'est alors Dieter Stolte qui préside le conseil d'administration. Puis le professeur Johann Thomforde le remplace en 2007, date à laquelle est présentée la Loremo LS au salon de Francfort. Elle effectuera un test d'endurance de 2 000 km. La consommation moyenne du turbo diesel est affichée à 2 L/100 km, grâce à un poids de 600 kg et à son {\displaystyle C_{x}} de 0,20.
En 2008 Loremo s'oriente vers une motorisation électrique sous la direction de Kevin Kreft, avec la Loremo EV. Puis c'est en 2009 que l'entreprise propose finalement trois véhicules industrialisables, deux avec un classique moteur turbo diesel ou essence de petite cylindrée, la LS et la GT, et un avec moteur électrique, la EV (Electric Vehicule). Les premiers essais roulants de l'électrique ont lieu le 11 avril 2009. En octobre 2009 Uli Sommer est remercié et Thomas Zollhoefer, homme d'affaires issu de la Formule 1, prend la tête de Lomero AG. En dépit d'un plan de commercialisation envisagé dès 2011, l'avenir de la marque reste incertain. Une holding est montée à cette occasion en décembre 2012, la Loremo Holdings Corp., pour faciliter le financement du projet, cependant en 2013 Loremo cesse toute activité...

## Véhicules
Les véhicules se caractérisent par une masse totale réduite, inférieure à 700 kg, grâce à l'utilisation de matières composites, d'un train roulant léger et modulaire, et d'une instrumentation qui se résume à un écran plat central sur lequel s'affichent toutes les données utiles. Un petit compteur est disposé derrière le volant. La ligne, très profilée, se présente lisse et allongée vers l'arrière, avec une surface frontale réduite. Les rétroviseurs restent à miroir mais sont très fins. L'accès à l'intérieur de l'habitacle s'effectue en basculant le pare-brise et le capot vers l'avant, le volant articulé suit le mouvement. Les places arrière sont adossées aux places avant et s'accèdent par le hayon, l'espace arrière fait aussi office de coffre. La carrosserie se fixe tout autour d'un caisson autoporteur en forme de barquette. Moteur et réservoir sont placés au centre du véhicule, pour une distribution de la masse sur les essieux AV/AR de type 55/45 %.
- Loremo LS
- Loremo GT
- Loremo EV

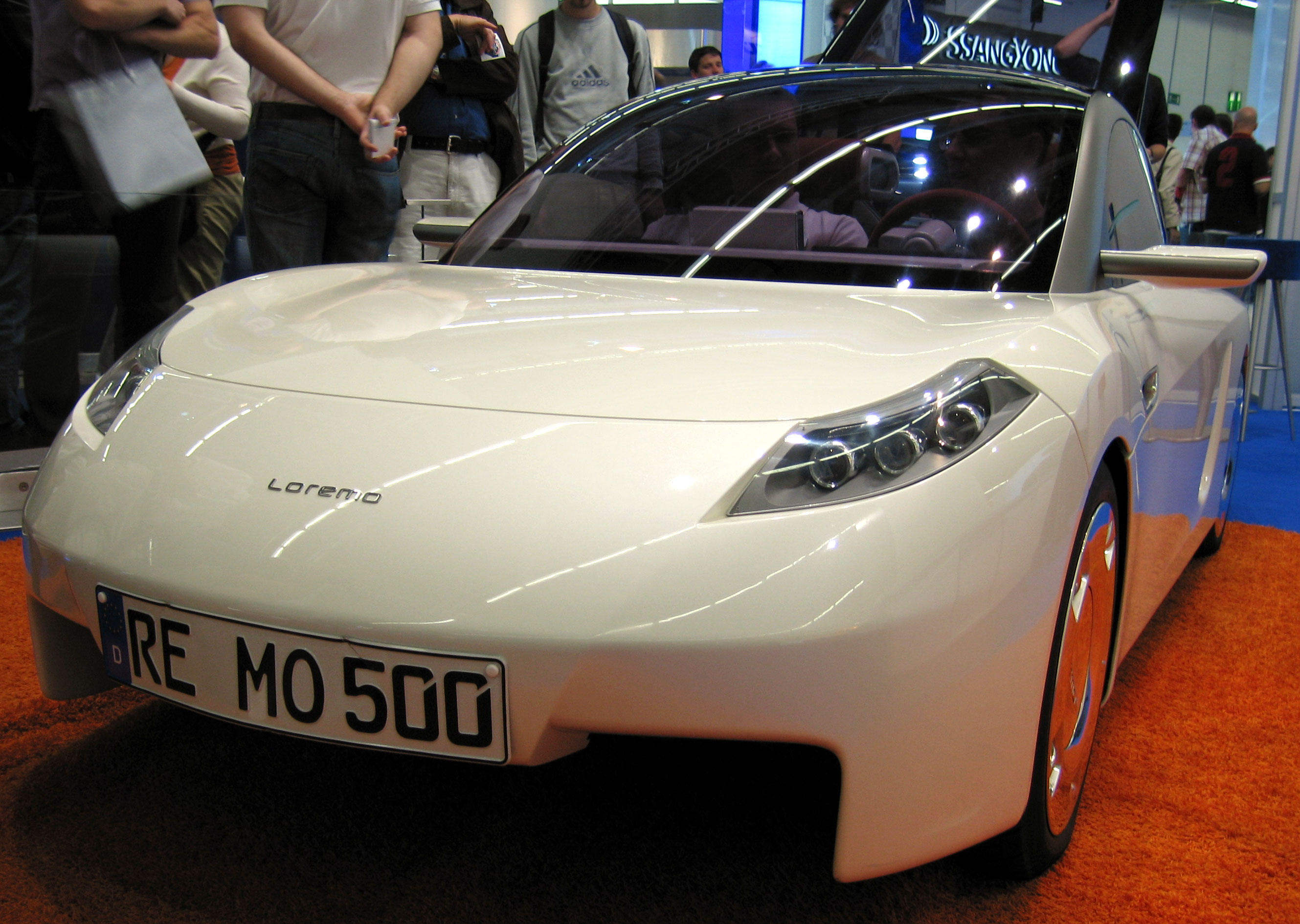
Lomero LS 2007
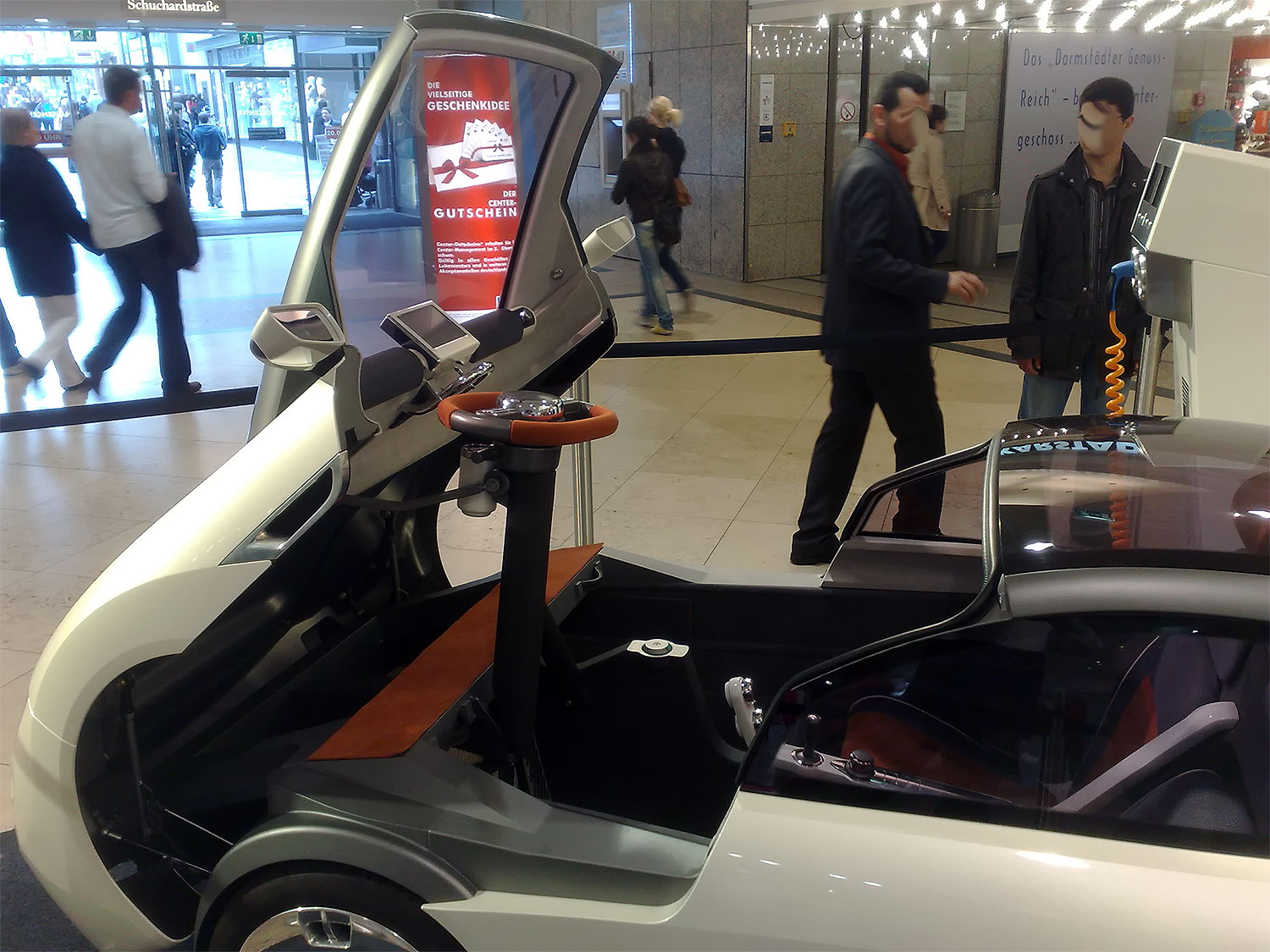
Cabine ouverte
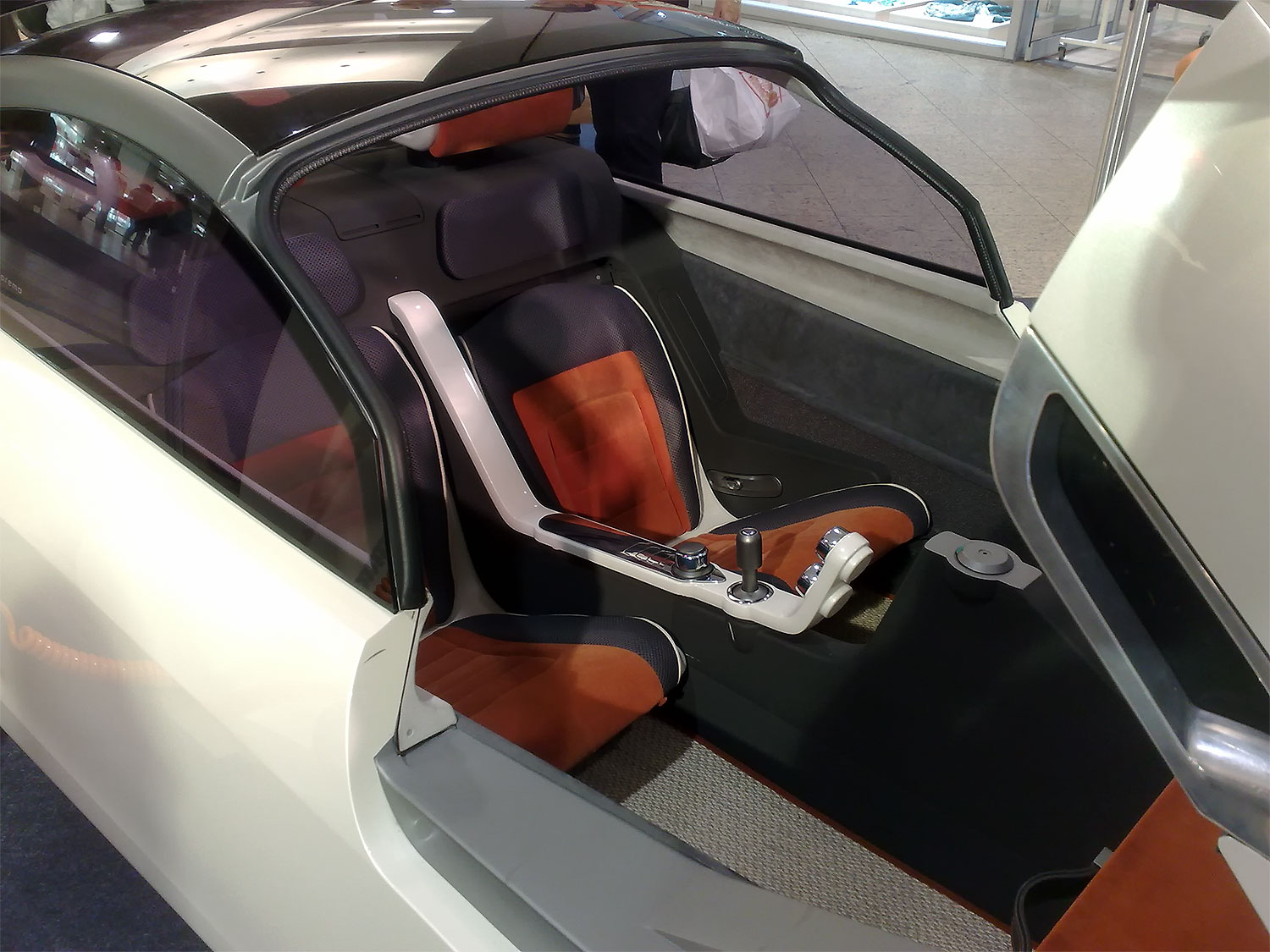
Les sièges avant
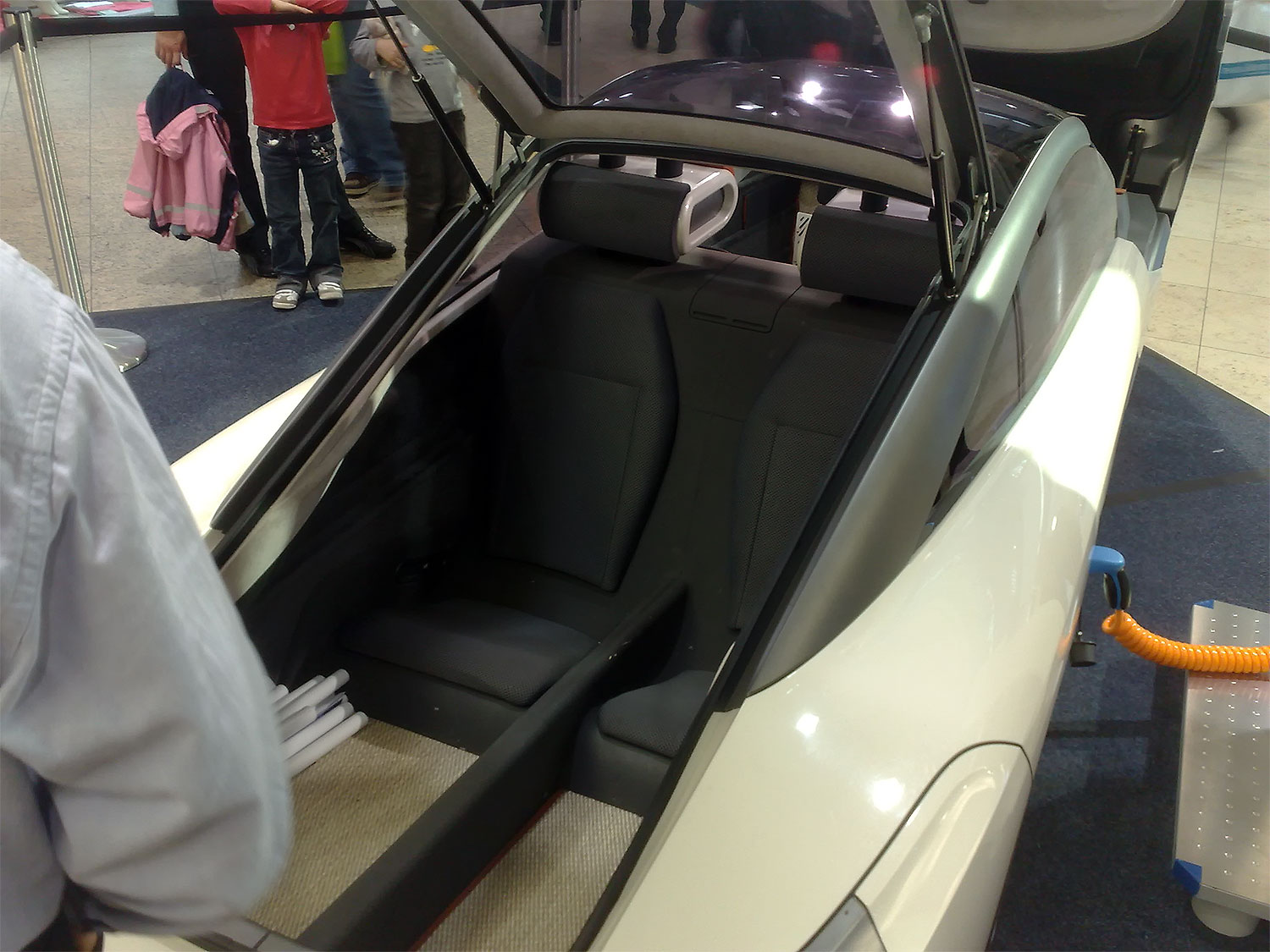
Coffre et places arrière

|                        | Loremo LS                                                     | Loremo GT                                                     | Loremo EV                                                     |
| Place(s)               | 2+2                                                           | 2+2                                                           | 2+2                                                           |
| Moteur                 | 2 cyl. turbodiesel                                            | 2 cyl. turbo essence                                          | électrique                                                    |
| Puissance              | 20 kW / 28 ch                                                 | 45 kW / 60 ch                                                 | 40 kW / 54 ch                                                 |
| Vitesse de pointe      | 170 km/h                                                      | 220 km/h                                                      | 140 km/h                                                      |
| 0 à 100 km/h           | < 20 s                                                        | < 12 s                                                        | < 11 s                                                        |
| Poids                  | 550 kg                                                        | 550 kg                                                        | 650 kg                                                        |
| Consommation           | 2 L/100 km                                                    | 3 L/100 km                                                    | 6 kWh/100 km                                                  |
| Réservoir (Litre)      | 20 L                                                          | 20 L                                                          | batterie Li-ion                                               |
| Autonomie              | 1 000 km                                                      | 700 km                                                        | 150 km                                                        |
| Aérodynamique          | {\displaystyle C_{x}}=0,214 ; S.{\displaystyle C_{x}}=0,25 m² | {\displaystyle C_{x}}=0,214 ; S.{\displaystyle C_{x}}=0,25 m² | {\displaystyle C_{x}}=0,214 ; S.{\displaystyle C_{x}}=0,25 m² |
| Dimensions (l x L x h) | 3750 × 1400 × 1140 mm                                         | 3750 × 1400 × 1140 mm                                         | 3750 x 1400 × 1140 mm                                         |